# Encyrtus corvinus
Encyrtus corvinus är en stekelart som beskrevs av Victor Ivanovitsch Motschulsky 1863. Encyrtus corvinus ingår i släktet Encyrtus och familjen sköldlussteklar.
Artens utbredningsområde är Sri Lanka. Inga underarter finns listade i Catalogue of Life.